# Список глав государств в 839 году
Список глав государств в 838 году — 839 год — Список глав государств в 840 году — Список глав государств по годам

## Азия
- Аббасидский халифат — аль-Мутасим, халиф (833 — 842)
- Армянский эмират — Смбат VIII Багратуни, ишхан (826 — 855)
  -  Зийядиды — Мухаммад ибн Зийяд, эмир (819 — 859)
  -  Саманиды — Нух ибн Асад, эмир (819 — 842)
  -  Табаристан (Баванди) — Карен, испахбад (837 — 867)
  -  Хорасан (Тахириды) — Абдалла ибн Тахир, эмир (828 — 844)
- Абхазское царство — Димитрий II, царь (837 — ок. 872)
- Бохай (Пархэ) — Да Ичжэнь, ван (831 — 858)
- Вайтхали[англ.] — Мавла Тенг Санда, царь[англ.] (830 — 849)
- Грузия —
  - Кахетия — 
    - Ваше, князь[англ.] (827 — 839)
    - Самвел, князь[англ.] (839 — 861)

  - Тао-Кларджети — Баграт I, куроплат (839 — 876)
  - Тбилисский эмират — Саак бен Исмаил, эмир (833 — 853)
- Индия — 
  - Венги (Восточные Чалукья) — Виджаядитья II Нарендрагрумраджа, махараджа (806 — 847)
  - Гурджара-Пратихара — Михра Бходжа I, махараджа (836 — 890)
  - Западные Ганги — Рашамалла I, махараджа (816 — 843)
  - Качари[англ.] — Вирочана, царь[англ.] (835 — 885)
  - Пала — Девапала, царь (810 — 850)
  - Паллавы (Анандадеша) — Нандиварман III, махараджа (830 — 854)
  - Пандья — Сирмара Сеерваллабха, раджа (830 — 862)
  - Парамара[англ.] — Вайрисимха I, махараджа[англ.] (818 — 843)
  - Раштракуты — Амогхаварша I, махараджадхираджа (814 — 878)
- Индонезия — 
  - Матарам (Меданг) — Ятиниграт, шри-махараджа (838 — 850)
  - Сунда — Прабу Гайях Кулон, король (819 — 891)
  - Шривиджайя — Балапутра, махараджа (835 — ок. 860)
- Камарупа — Ванамалавармадева, царь (832 — 855)
- Китай (Династия Тан) — Вэнь-цзун (Ли Ан), император (827 — 840)
- Кхмерская империя (Камбуджадеша) — Джаяварман III, император (ок. 835 — ок. 860)
- Наньчжао — Чжаочэн-хуанди (Мэн Цюаньфэнъю), ван (823 — 859)
- Паган — Кхе Лу, король[англ.] (829 — 846)
- Раджарата (Анурадхапура) — Даппула III, король (827 — 843)
- Силла — 
  - Минэ, ван (838 — 839)
  - Синму, ван (839)
  - Мунсон, ван (839 — 857)
- Тибет — Ландарма, царь (ок. 838 — ок. 842)
- Тямпа — Викрантаварман III, князь (ок. 820 — ок. 854)
- Уйгурский каганат — 
  - Кюлюг-бег-хан, каган (832 — 839)
  - междуцарствие (839 — 840)
- Япония — Ниммё, император (833 — 850)

## Америка
- Караколь — Кан III, царь (835 — 849)

## Африка
- Гао — Айам Занка Кибао, дья (ок. 830 — ок. 850)
- Берегватов Конфедерация — Ильяс ибн Салих, король (ок. 792 — ок. 842)
- Идрисиды — Али I ибн Мухаммад, халиф Магриба (836 — 849)
- Ифрикия (Аглабиды) — Абу Икал Аглаб ибн Ибрахим, эмир (838 — 841)
- Канем — Фуне, маи (ок. 835 — ок. 893)
- Макурия — Захария III, царь (ок. 822 — ок. 854)
- Некор[англ.] — Салих II ибн Саид, эмир[англ.] (803 — 864)
- Рустамиды — Абу Саид Афлах ибн Абд ал-Ваххаб, имам (823 — 872)
- Сиджильмаса — Мидрар аль Мунтасир, эмир (823 — 867)

## Европа
- Аквитания — 
  - Пипин II, король (838 — 852)
  - Карл II Лысый, король (839 — 843, 848 — 854)
  - Ампурьяс — Суньер I, граф (834 — 848)
  - Барселона — Бернар Септиманский, граф (826 — 832, 835 — 844)
  - Васкония — Санш II Санше, граф (836 — 852)
  - Жирона — Бернар Септиманский, граф (826 — 832, 835 — 844)
  - Каркассон — Бернар Септиманский, граф (837 — 844)
  - Руссильон — Бернар Септиманский, граф (835 — 844)
  - Руэрг — Фулькоальд, граф (815 — ок. 840)
  - Серданья — Сунифред, граф (835 — 848)
  - Септимания — Бернар Септиманский, маркиз (828 — 832, 835 — 844)
  - Тулуза — Бернар Септиманский, маркграф (835 — 844)
  - Урхель — Сунифред, граф (838 — 848)
- Англия — 
  - Восточная Англия — 
    - Этельстан, король (825 — 839)
    - Этельверд, король (839 — 855)

  - Думнония — Мордаф ап Хопкин, король (830 — 850)
  - Мерсия — 
    - Виглаф, король (827 — 829, 830 — 839)
    - Вигстан, король (839 — 840)

  - Нортумбрия — Энред, король (808/810 — 841)
  - Уэссекс — 
    - Эгберт, король (802 — 839)
    - Этельвульф, король (839 — 858)
- Бавария — Людовик II Немецкий, король (817 — 843)
- Блатенское княжество — Прибина, князь (839 — ок. 860)
- Болгарское царство — Пресиан, хан (836 — 852)
- Венецианская республика — Пьетро Традонико, дож (836 — 864)
- Византийская империя — Феофил, император (829 — 842)
- Волжская Булгария — Айдар, хан (815 — ок. 865)
- Дания — Хорик I, король (814 — 854)
- Ирландия — Ниалл Калле, верховный король (833 — 846)
  - Айлех — Ниалл Калле, король (823 — 846)
  - Коннахт — 
    - Катал II, король (833 — 839)
    - Мурхад мак Айдо, король (839 — 840)

  - Лейнстер — Лоркан I, король (838 — 848)
  - Миде — Маэл Руанайд мак Доннхада, король (833 — 843)
  - Мунстер — Федлимид, король (ок. 821 — 847)
  - Ольстер — 
    - Муйредах мак Эохада, король (825 — 839)
    - Матудан мак Муйредах, король (839 — 857)
- Испания —
  - Арагон — Галиндо Гарсес, граф (833 — 844)
  - Астурия — Альфонсо II Целомудренный, король (791 — 842)
  - Кордовский эмират — Абд ар-Рахман II, эмир (822 — 852)
  - Наварра — Иньиго Ариста, король (824 — 851/852)
- Италийское королевство — Лотарь I, король (818 — 855)
  - Беневенто — 
    - Сикард, князь (832 — 839)
    - Радельхиз I, князь (839 — 851)

  - Гаэта — Константин, консул[англ.] (839 — 866)
  - Капуя — Ландульф I, князь (817 — 843)
  - Неаполь — Андрей II, герцог (834 — 840)
  - Сполето — Беренгар, герцог (836 — 842)
- Критский эмират — Умар I Абу-Хафс, эмир (828 — 841)
- Моравия Великая — Моймир I, князь (830 — 846)
- Паннонская Хорватия — Светимир, князь (838 — ок. 880)
- Папская область — Григорий IV, папа римский (827 — 844)
- Приморская Хорватия — Мислав, герцог (835 — 845)
- Сербия — Властимир, князь (ок. 836 — ок. 851)
- Уэльс —
  - Брихейниог — Теудр ап Грифид, король (805 — 840)
  - Гвент — Ител IV ап Атруис, король (810 — 848)
  - Гвинед — Мервин ап Гуриад, король (825 — 844)
  - Гливисинг — Рис ап Артвайл, король (825 — 856)
  - Поуис — Кинген ап Каделл, король (808 — 855)
  - Сейсиллуг — Гугон ап Меуриг, король (808 — 871)
- Франкское государство — 
  - Людовик I Благочестивый, император Запада (814 — 840)
  - Лотарь I, император Запада (817 — 855)
  - Ангулем — Тюрпьон, граф (839 — 863)
  - Ванн — Номиноэ, граф (819 — 851)
  - Мэн — 
    - Роргон I, граф (832 — 839)
    - Гозберт, граф (839 — 853)

  - Нант — Рихвин, граф (831 — 841)
  - Овернь[англ.] — 
    - Гверин II, граф (ок. 819 — 839)
    - Жерар, граф (839 — 841)

  - Отён — Бернар Септиманский, граф (830 — 831, 835 — 844)
  - Пуатье — 
    - Эменон, граф (ок. 828 — 839)
    - Рено д’Эрбо, граф (839 — 840)

  - Труа — Адельрам I, граф (820 — 852)
  - Шалон — Гверин II, граф (ок. 819 — ок. 853)
- Хазарский каганат —  Исаак, бек (? — ок. 840) или его сын Завулон, бек (? — ок. 850)
- Шотландия —
  - Дал Риада — 
    - Эд мак Боанта, король (835 — 839)
    - Алпин II, король (839 — 842)

  - Пикты — 
    - Эоганан, король (836 — 839)
    - Вурад, король (839 — 842)

  - Стратклайд (Альт Клуит) — Думнагуал ап Кинан, король (816 — 850)

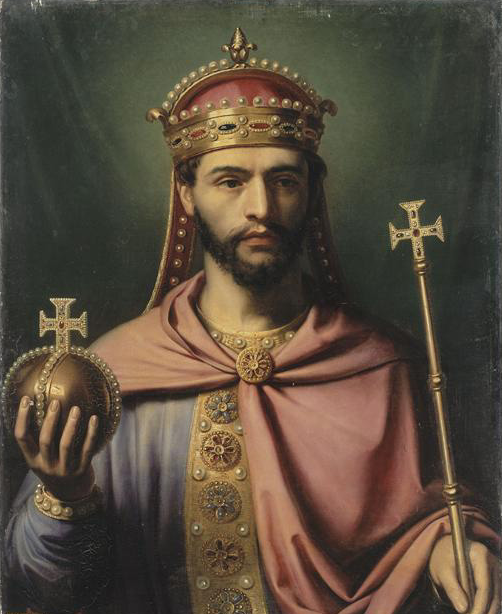
Людовик I Благочестивый 814-840 Император Запада
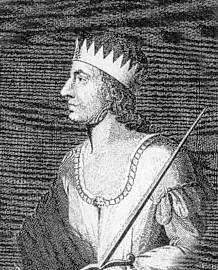
Эгберт 802-839 Король Уэссекса
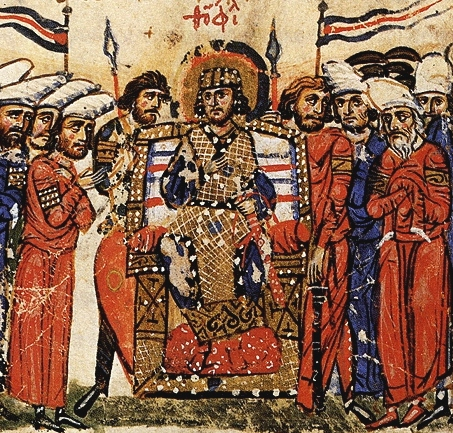
Феофил 829-842 Император Византии
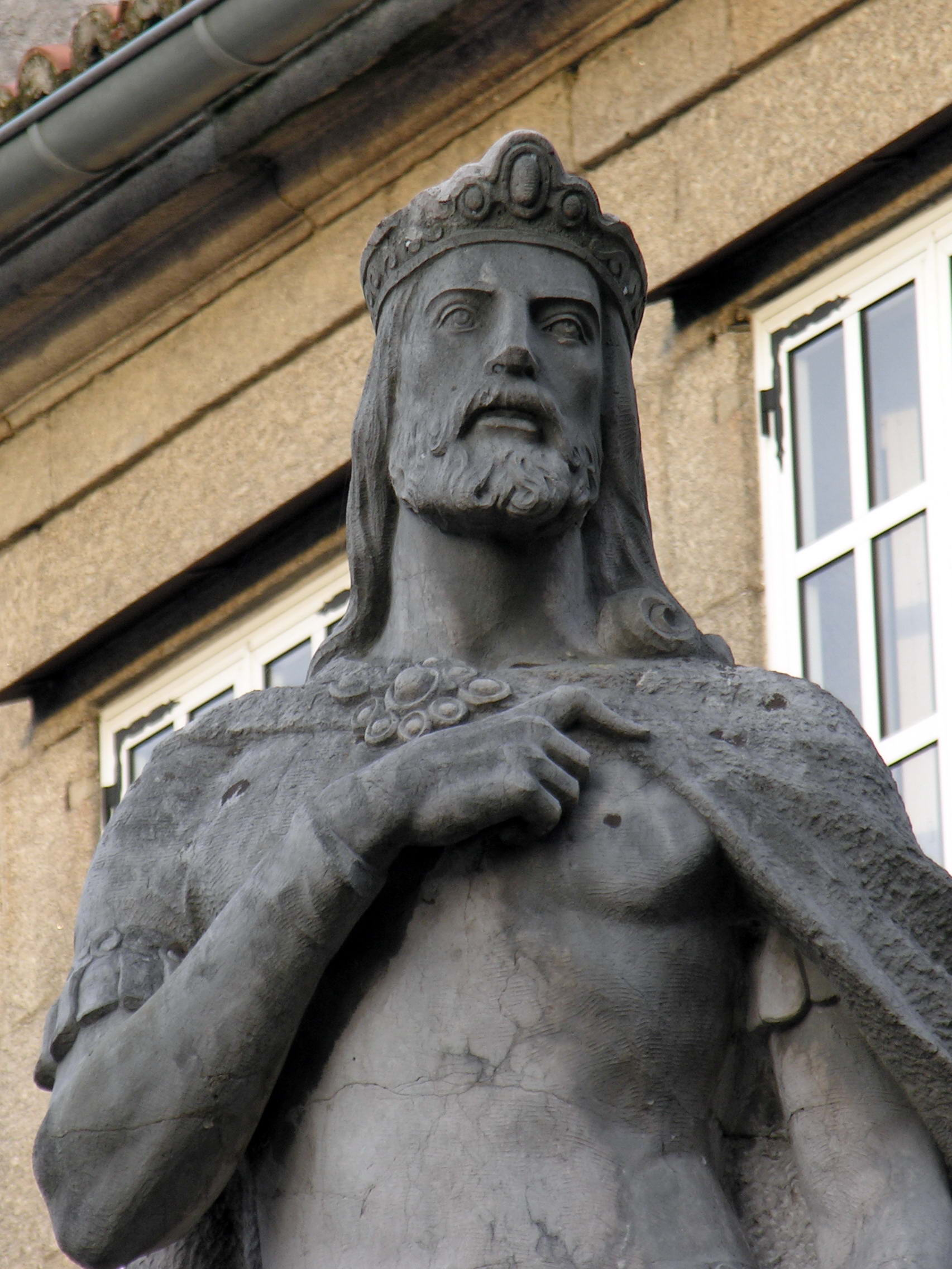
Альфонсо II 791-842 Король Астурии
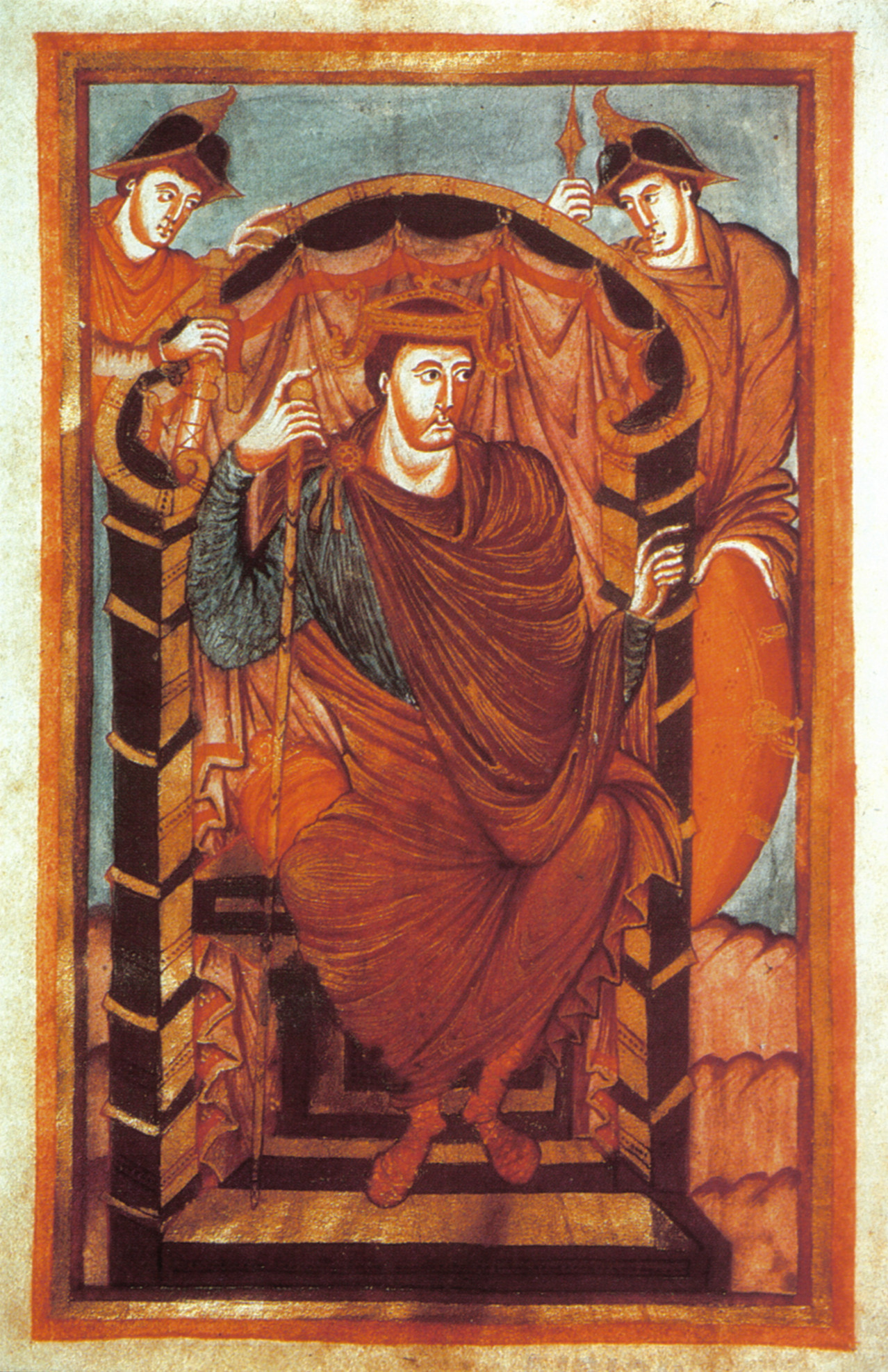
Лотарь I 818-855 Король Италии
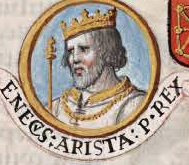
Иньиго Ариста 824-851/852 Король Наварры
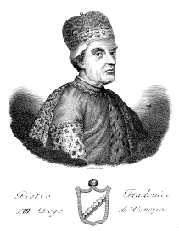
Пьетро Традонико 836-864 Дож Венеции
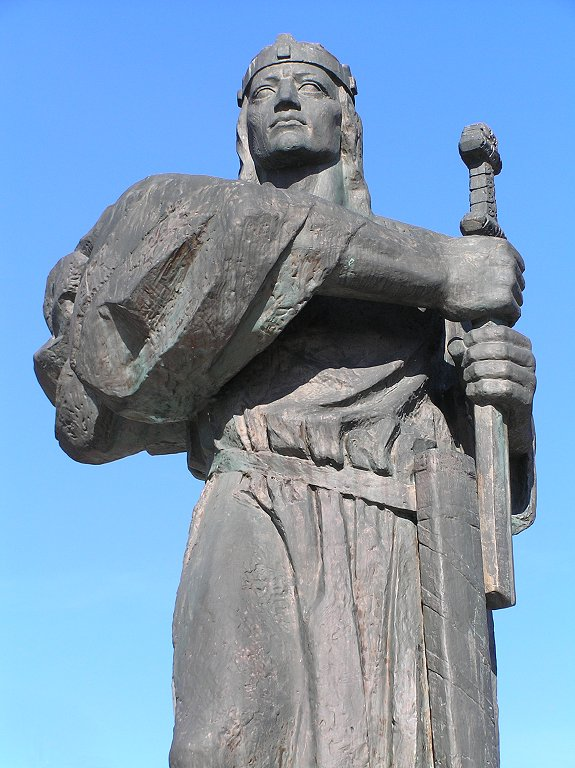
'Прибина 839-860 Князь Блатенского княжества
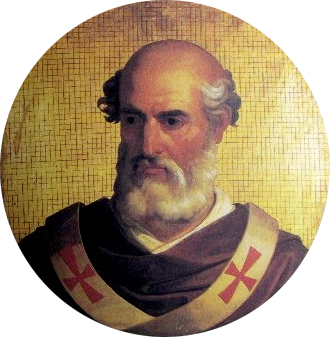
Григорий IV 827-844 Папа римский